# Android Beam
 (mars 2018).
Si vous disposez d'ouvrages ou d'articles de référence ou si vous connaissez des sites web de qualité traitant du thème abordé ici, merci de compléter l'article en donnant les références utiles à sa vérifiabilité et en les liant à la section « Notes et références ».
Android Beam est une fonctionnalité propre au système mobile Android et qui permet le transfert de données via le champ à courte portée (NFC). Il permet l'échange rapide à courte distance de favoris Internet, de contacts, de directions, de vidéos YouTube ou tout autre données compatibles. Android Beam a été introduit en 2011 avec Android 4.0-4.0.2 Ice Cream Sandwich. Par la suite, il a encore été amélioré après l'acquisition par Google de l'application Bump (pour iOS et Android) en décembre 2017
Dès 2017, ComputerWorld a inclus Android Beam dans la liste des fonctionnalités « autrefois si convoitées mais devenues peu à peu transparentes », sachant que « malgré un admirable effort marketing de Google, Beam n'a jamais tout à fait bien fonctionné, alors que d'autres systèmes de partage concurrents se sont avérés plus simples et plus efficaces. »
Google a annoncé au début de 2019 que Android Beam ne serait pas intégré nativement à Android Q, version d'Android succédant Android 9, (plus connu sous le nom de Android Pie) sauf si les constructeurs le demandaient explicitement (par exemple Samsung a prolongé jusqu'à Android 11). 
Android Beam est une fonctionnalité à présent indisponible.